# Porzecze (gmina w województwie białostockim)
Porzecze – dawna gmina wiejska istniejąca do 1939 roku w woj. białostockim (obecnie na Białorusi). Siedzibą gminy było Porzecze.
W okresie międzywojennym gmina Porzecze należała do powiatu grodzieńskiego w woj. białostockim. Według spisu powszechnego z 1921 roku, gminę zamieszkiwały 6404 osoby, w tym 4972 (78%) Polaków, 830 (13%) Białorusinów, 442 (7%) Litwinów, 134 (2%) Żydów, 17 Rosjan i 9 Niemców.
1 października 1931 z gminy Porzecze wyłączono miejscowości Druskieniki (wieś), Piaski i Kłoniszki, włączając je do miasta Druskieniki w tymże powiecie i województwie.
16 października 1933 gminę Porzecze podzielono na 22 gromady: Chomąty, Dąbrowa, Dziertnica, Hoduny, Humniszcze, Jaśkielewicze, Jeziorki, Lichacze, Łosiewo, Łotjezioro, Przesielce, Porzecze, Porzecze miasteczko, Przewałka, Rotnica (lewobrzeżna), Rybnica, Sałacie, Sobolany, Stara Ruda, Szandubra, Wierchdubie i Zapurwie.
Po wojnie obszar gminy Porzecze wszedł w struktury administracyjne Związku Radzieckiego.